# Выборгский хлебокомбинат
Выборгский хлебокомбинат — комплекс зданий, расположенный в Выборге на улице Морская набережная. Построен в 1930-х годах по проекту архитектора Эркки Хуттунена в стиле функционализма. В настоящее время не эксплуатируется. Одно из самых видных промышленных сооружений Выборга.

## История
Великая депрессия, начавшаяся в США в 1929 году, серьёзно повлияла и на Финляндию, поэтому в целях сокращения безработицы компания SOK, контора которой располагалась в здании у выборгского вокзала, инвестировала средства в постройку хлебокомбината. Работы начались в 1930 году. Строительство первой очереди сооружений хлебозавода было завершено к 1932 году, а в 1935 году были сданы 18 зернохранилищ диаметром 5,5 метров и высотой 30 метров каждое. Хлебокомбинат расположился рядом с морским портом. В ходе его сооружения применялись самые прогрессивные технологии того времени. Для обеспечения выгрузки зерна на элеватор прямо из трюмов кораблей и из вагонов был разработан специальный конвейер (к хлебокомбинату подвели несколько железнодорожных веток). В 1935—1936 годах здание снова было расширено, и были возведены 9 новых зернохранилищ, зерновые элеваторы и складские помещения были соединены с пекарней, где с 1937 года производились хлебобулочные и макаронные изделия. Зернохранилища — 27 элеваторных башен — вмещали до 450 тонн зерна каждая, а мельничное оборудование в шестиэтажном корпусе с ленточным остеклением было рассчитано на переработку 35 тысяч тонн зерна в год.
Во время боевых действий Зимней войны здание серьёзно пострадало, но после взятия Выборга финскими войсками в 1941 году его частично восстановили. По итогам Второй мировой войны город вошёл в состав СССР, и отремонтированное здание продолжило использоваться по прямому назначению. На мельничном комбинате были установлены автоматические вальцевые станки, совершенные вертикальные конвейеры, электромагнитные сепараторы и др. После распада Советского Союза владельцем комбината стало ЗАО «Выборгский хлебокомбинат». Состояние зданий постепенно ухудшалось, а в 2014 году предприятие обанкротилось. В 2019 году строения хлебокомбината — заброшенные и изрядно обветшавшие — приобрело ООО «Порт Логистик».

## Галерея

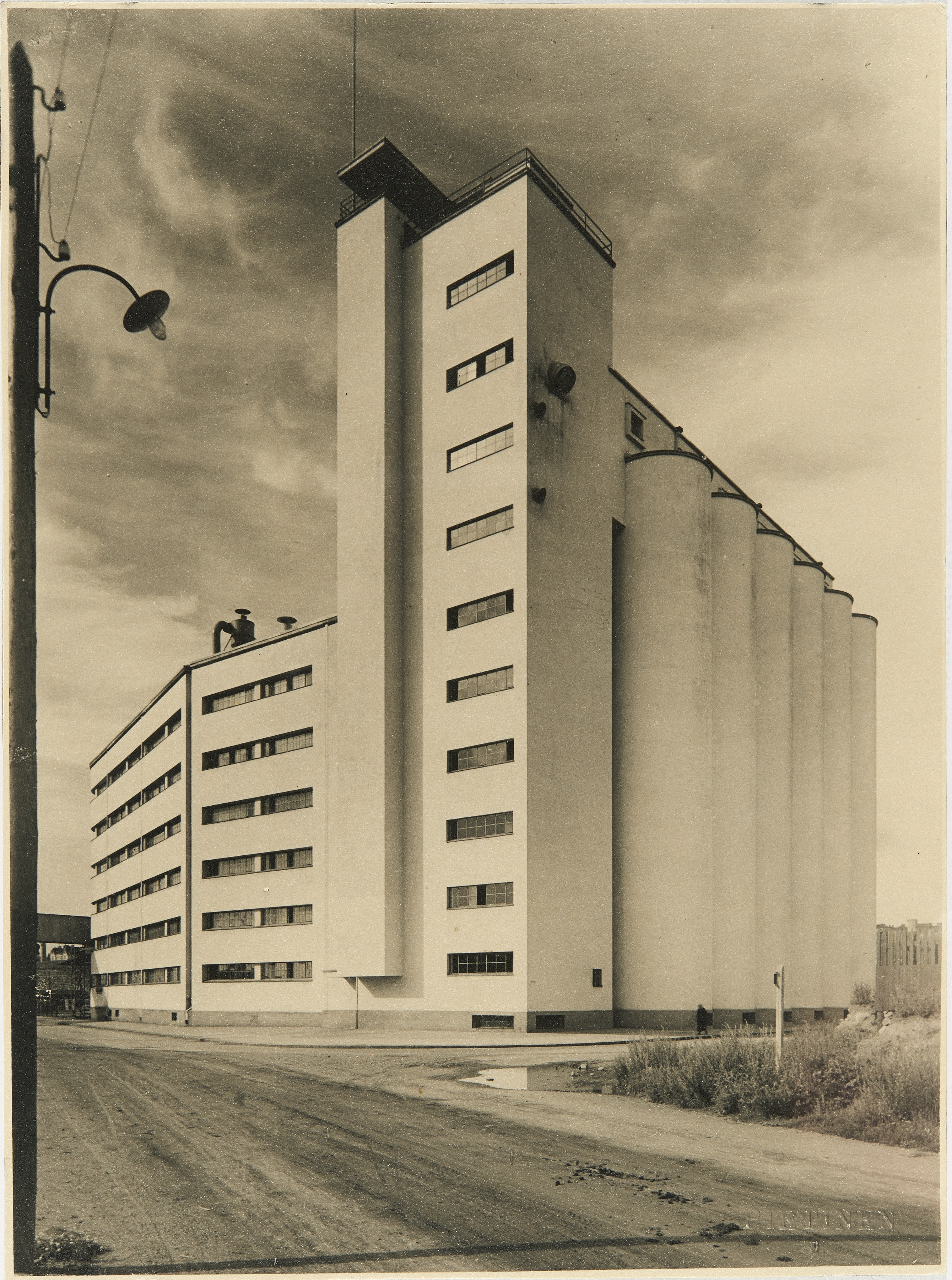
Вид на зернохранилища до их увеличения
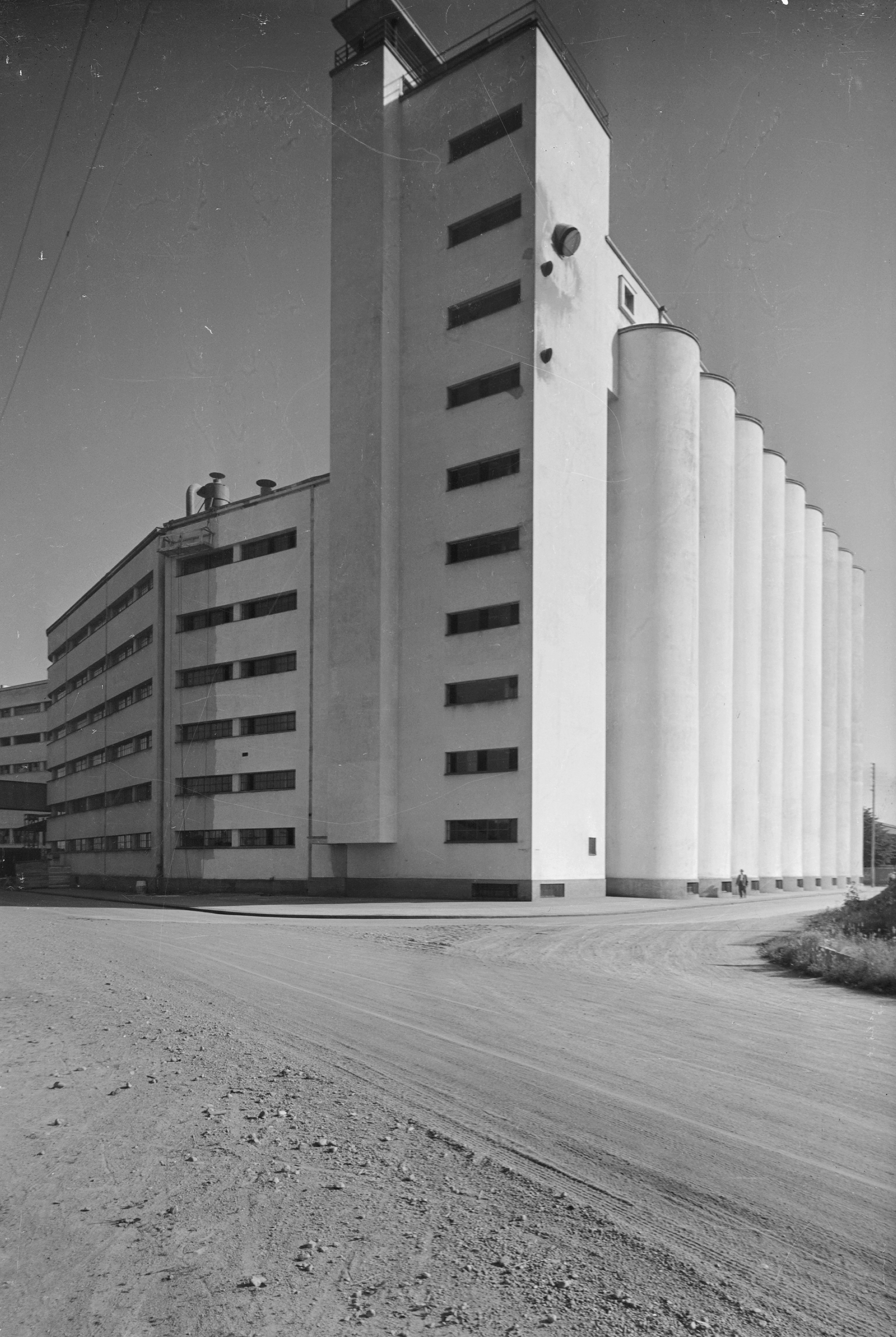
Хлебокомбинат после его расширения в 1935 году
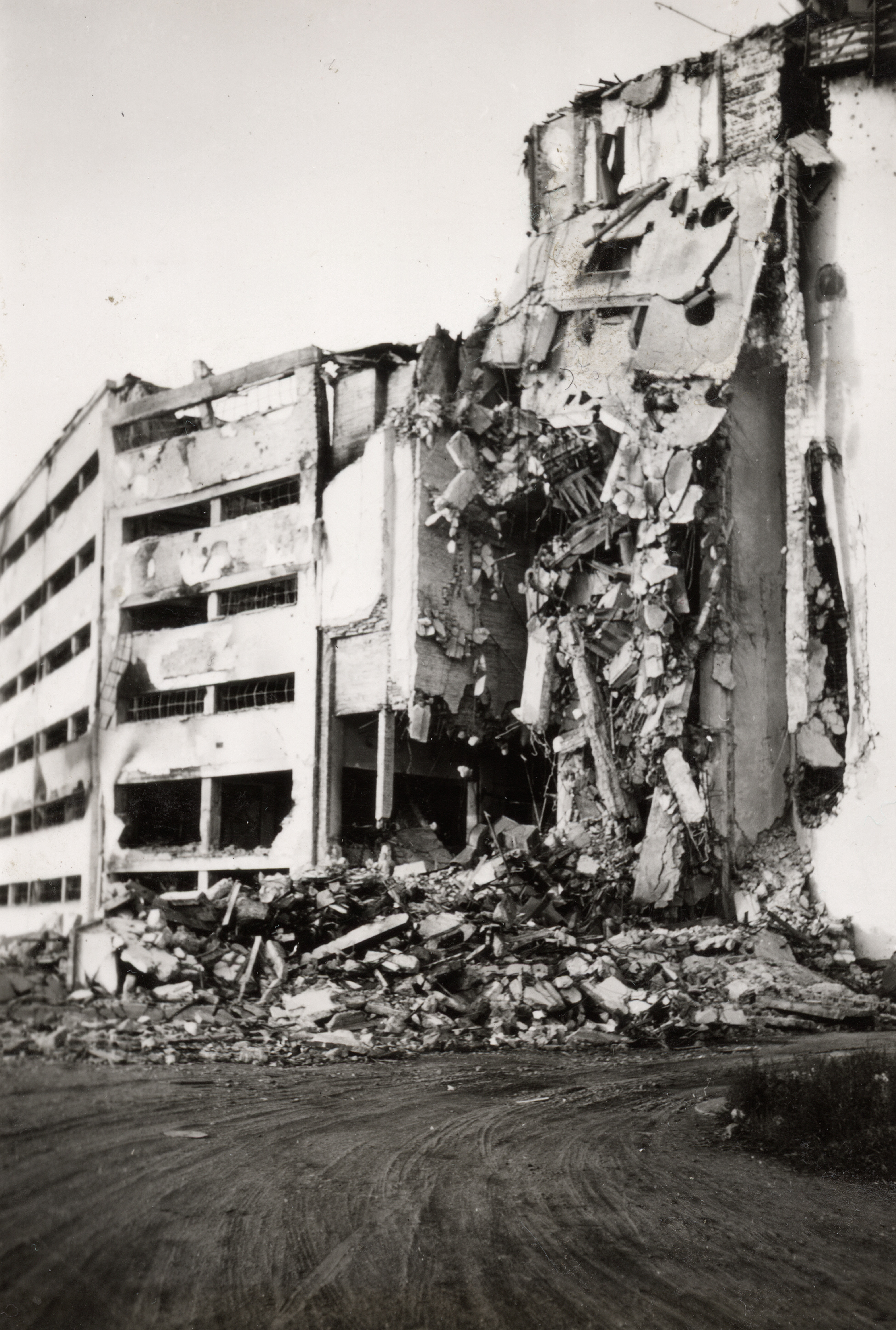
Последствия Зимней войны
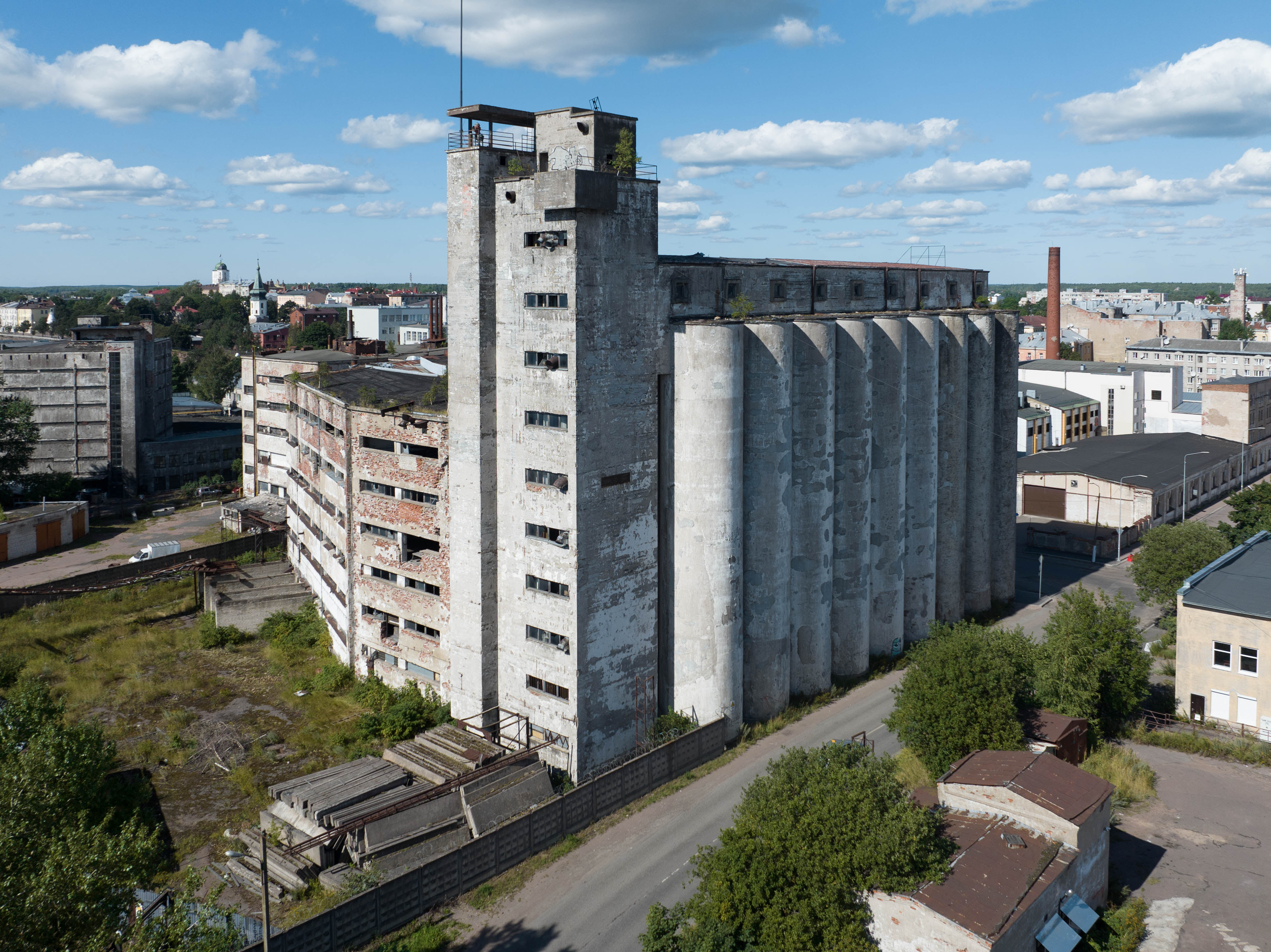
Общий вид в 2022 году
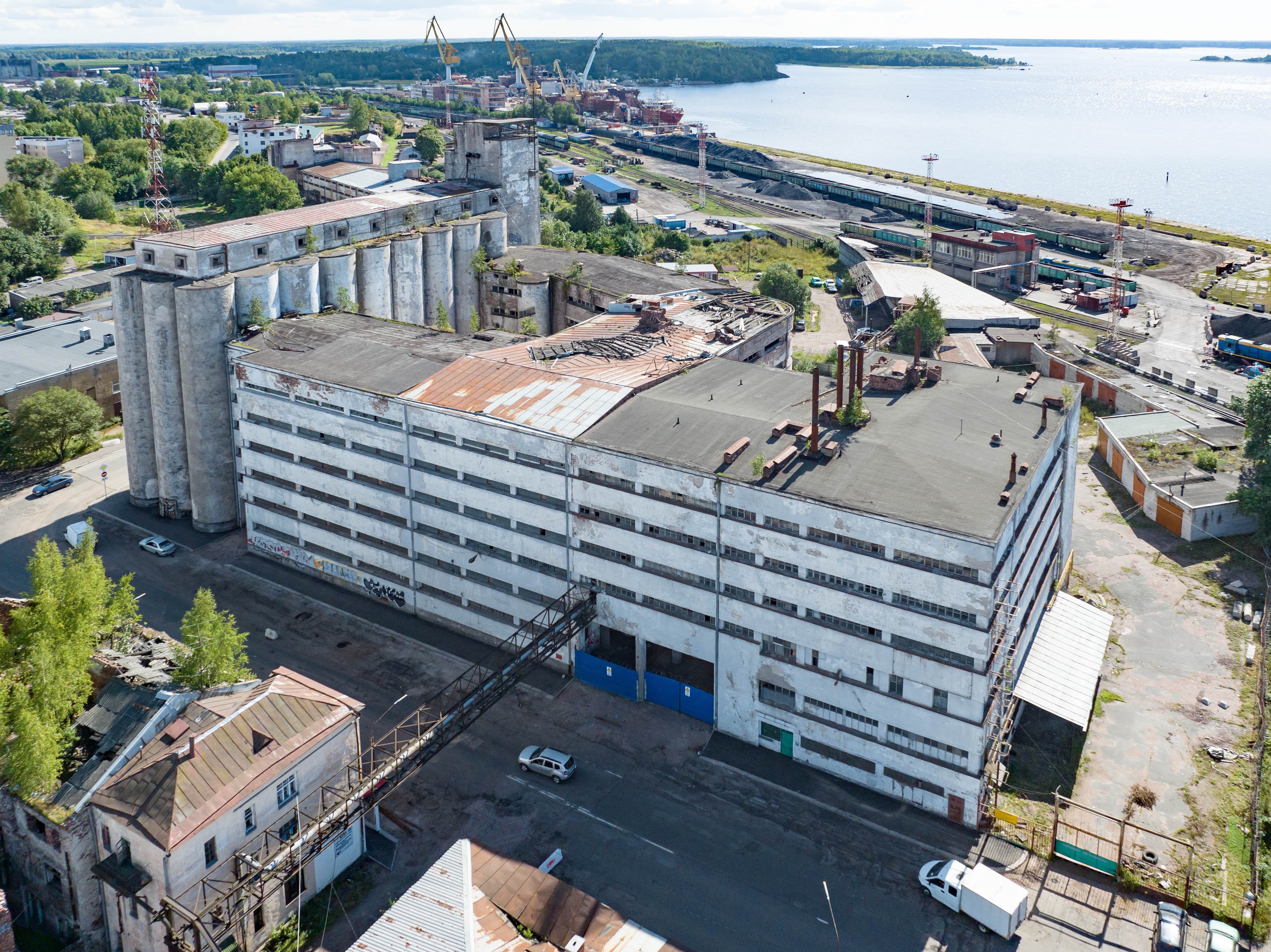
Вид сверху в 2022 году